# 仲田真紀子
仲田 真紀子（なかた まきこ、1979年7月7日 - ）は、日本のフリーアナウンサー。本名同じ。
愛媛県松山市出身。松山大学卒業。元セント・フォース、株式会社オーケープロダクション所属（遅くとも2012年5月まで）。

## 略歴・人物
- 1979年愛媛県で生まれる。愛媛県立松山北高等学校から、松山大学経営学部へ進学して在学中から地元NHK松山放送局でのキャスターとして活動を始める[1]。
- 血液型はB型。
- 趣味：スポーツジムで体を鍛えること、料理、食べ歩き
- 特技：ピアノ、スノーボード、テニス
- 免許：調理師免許、フードコーディネーター3級
- 2011年7月7日、入籍した[2]。
- 2014年5月8日、第一子（長女）を出産した。

## 出演
- 南海放送 ラジオパーソナリティ（1998年9月～1999年3月）
- てれごじ。（1999年4月～2001年3月、NHK総合松山）
- マッキーのミュージックパラダイス（2000年4月～2001年3月、NHK-FM松山）
- ゴーゴーマーケット（2002年、NHKハイビジョン）
- MAGICAL SNOWLAND（2002年9月～2003年3月、NACK5）
- 六大陸バーチャルツアー兼高かおる 世界の旅（2003年6月、NHKハイビジョン）
- PLUG IN TOKYO（2003年10月～2004年9月、JFN）
- so-netスノーランドTV（2003年12月～2004年3月、So-net TV）
- BS先取り情報（2004年1月～、NHK BS）
- 風見しんごの住まいるa GO! GO! GO!（2004年4月～2006年3月、テレビ埼玉）
- 宇宙刑事魂（2006年 バンダイナムコ）
- TOYOTA ハッピータウンサーキットリポーター（2007年4月7日から9月29日まで土曜日、2007年10月1日から2009年3月まで月曜日～金曜日を担当、ニッポン放送）
- 週刊 小倉智昭〜担当者でてこい!〜（2009年7月～?、Bee TV）
- 医療ルネサンス（2010年4月～2011年3月ごろ、日テレG+）